# Ferula hermonis
Ferula hermonis es una especie de planta de Oriente Medio perteneciente a la familia de la zanahoria, originaria de Siria, Palestina y el Líbano. El término hermonis se refiere al monte Hermón, situado en la frontera entre Siria y el Líbano.
Los nombres comunes incluyen Zallouh (árabe: زلّوع ) y Viagra libanesa. Este último nombre alude al uso tradicional de las raíces de esta planta como un supuesto afrodisíaco.